# Heliodorus von Sitten
Heliodorus (bl. um 585) war der erste Bischof des Wallis, der in Sitten residierte.
Bezeugt ist er in den Akten der Synode von Mâcon 585. Demnach residierte Heliodorus in Sitten und nicht mehr wie seine Vorgänger in Martigny.
Beigesetzt wurde er wahrscheinlich in Saint-Maurice.